# Aloe darainensis
Aloe darainensis är en grästrädsväxtart som beskrevs av J.-p. Castillon. Aloe darainensis ingår i släktet Aloe och familjen grästrädsväxter.
Artens utbredningsområde är Madagaskar. Inga underarter finns listade i Catalogue of Life.